# Marc García
Marc García Ferrándiz (Terrassa, 1º novembre 1999) è un pilota motociclistico spagnolo, vincitore del campionato mondiale Supersport 300 nel 2017.

## Carriera

### Gli inizi
Nel 2014 García ha debuttato nella Red Bull Rookies Cup, categoria che ha disputato fino al 2016. Inoltre nel 2015 e nel 2016 ha partecipato occasionalmente nel campeonato de España de Velocidad Moto3, con la moto realizzata dalla Monlau Repsol Technical School.

### Il titolo Supersport 300
Nel 2017 ha gareggiato con il team Halcourier Racing al campionato mondiale Supersport 300, vincendo il titolo per un punto su Alfonso Coppola. Terminato il campionato ha partecipato all'ultima gara, sul circuito di Valencia, del campionato nazionale spagnolo classe Moto3. 

### CEV Moto3 e SSP300
Nel 2018 continua la sua esperienza nel CEV Moto3 partecipando come pilota titolare, assieme al compagno di squadra Davide Pizzoli, a bordo della Mahindra del Max Racing Team, squadra di Max Biaggi.
Nel 2019 torna nella mondiale Supersport 300, con il team DS Junior di David Salom, vince un Gran Premio e conclude la stagione al sesto posto in classifica piloti. Nel 2020 rientra, da metà stagione, nel mondiale Supersport 300, in qualità di pilota sostitutivo con una Kawasaki Ninja 400 del team 2R. Conquista, nelle gare disputate, una vittoria ed un terzo posto, chiudendo la stagione al sedicesimo posto. Continua con lo stesso team nel 2021 come pilota titolare, durante la stagione si trasferisce al team Prodina Ircos in qualità di pilota sostitutivo. conquista ventisei punti e chiude la stagione al ventiquattresimo posto. Nella stessa stagione disputa due eventiː a Misano ed al Mugello nella classe Supersport 300 del campionato Italiano Velocità conquista trentotto punti e si classifica sedicesimo.
Nel 2022 è pilota titolare nel mondiale Supersport 300 con il team Yamaha MS Racing. Vince tre gare e rimane in corsa per il titolo per buona parte della stagione chiudendo poi al quarto posto. Nella stessa stagione fa il suo esordio nel motomondiale, disputa infatti il Gran Premio di Silverstone in sostituzione dell'infortunato Joel Kelso chiudendo al ventiduesimo posto. Nel 2023 rientra nel mondiale Supersport 300 a stagione in corsoː il costruttore cinese Kove infatti lo chiama, a partire dalla doppia prova di Imola, a gareggiare con la 321RR. Conquista ventidue punti classificandosi al ventitreesimo posto. Contestualmente al mondiale prende parte, in qualità di pilota sostitutivo, al primo Gran Premio di Valencia nel CEV Moto2 chiudendo la gara al diciassettesimo posto. Nel 2024 disputa l'intero campionato con Kove; beneficia dei progressi prestazionali del mezzo conquistando tre piazzamenti a podio. A fine campionato è sesto in classifica.
Comincia il suo 2025 gareggiando della categoria Supersport dell'ESBK, al luglio viene chiamato da Kove prendere parte alla categoria Sportbike nel British Superbike Championship.

## Risultati in gara

### Campionato mondiale Supersport 300
| 2017 | Moto   |     |   |   |   |   |   |   |   |   |  |  |  |  |  |  |  | Punti | Pos. |
| ---- | ------ | --- | - | - | - | - | - | - | - | - |  |  |  |  |  |  |  | ----- | ---- |
| 2017 | Yamaha | Rit | 6 | 1 | 2 | 6 | 2 | 3 | 1 | 4 |  |  |  |  |  |  |  | 139   | 1º   |

| 2019 | Moto     |    |    |    |   |   |    |    |   |    |     |  |  |  |  |  |  | Punti | Pos. |
| ---- | -------- | -- | -- | -- | - | - | -- | -- | - | -- | --- |  |  |  |  |  |  | ----- | ---- |
| 2019 | Kawasaki | 25 | 11 | AN | 1 | 2 | 23 | NQ | 4 | 11 | Rit |  |  |  |  |  |  | 68    | 6º   |

| 2020 | Moto     |  |  |  |  |  |  |  |  |   |    |     |   |    |    |  |  | Punti | Pos. |
| ---- | -------- |  |  |  |  |  |  |  |  | - | -- | --- | - | -- | -- |  |  | ----- | ---- |
| 2020 | Kawasaki |  |  |  |  |  |  |  |  | 3 | 21 | Rit | 1 | 13 | 12 |  |  | 48    | 16º  |

| 2021 | Moto     |    |    |    |     |  |  |  |  |    |    |    |     |   |   |    |    | Punti | Pos. |
| ---- | -------- | -- | -- | -- | --- |  |  |  |  | -- | -- | -- | --- | - | - | -- | -- | ----- | ---- |
| 2021 | Kawasaki | 13 | 15 | 13 | Rit |  |  |  |  | 20 | 15 | 18 | Rit | 9 | 5 | 26 | 29 | 26    | 24º  |

| 2022 | Moto   |   |   |   |   |   |   |    |    |   |   |   |    |    |    |    |    | Punti | Pos. |
| ---- | ------ | - | - | - | - | - | - | -- | -- | - | - | - | -- | -- | -- | -- | -- | ----- | ---- |
| 2022 | Yamaha | 1 | 2 | 6 | 9 | 1 | 5 | 12 | 13 | 1 | 9 | 2 | 20 | 18 | 21 | 10 | 15 | 164   | 4º   |

| 2023 | Moto |  |  |  |  |  |  |   |    |   |     |    |    |     |    |    |     | Punti | Pos. |
| ---- | ---- |  |  |  |  |  |  | - | -- | - | --- | -- | -- | --- | -- | -- | --- | ----- | ---- |
| 2023 | Kove |  |  |  |  |  |  | 8 | 21 | 8 | Rit | 12 | 14 | Rit | NP | 25 | Rit | 22    | 23º  |

| 2024 | Moto |   |    |   |     |   |   |   |    |   |   |    |   |    |    |   |   | Punti | Pos. |
| ---- | ---- | - | -- | - | --- | - | - | - | -- | - | - | -- | - | -- | -- | - | - | ----- | ---- |
| 2024 | Kove | 7 | 18 | 9 | Rit | 4 | 9 | 2 | 12 | 3 | 4 | 14 | 5 | 20 | 11 | 7 | 3 | 132   | 6º   |

| Legenda | 1º posto        | 2º posto            | 3º posto           | A punti      | Senza punti        | Grassetto – Pole position Corsivo – Giro più veloce |
| Legenda | Gara non valida | Non qual./Non part. | Ritirato/Non class | Squalificato | '-' Dato non disp. | Grassetto – Pole position Corsivo – Giro più veloce |

### Motomondiale
| 2022 | Classe | Moto |  |  |  |  |  |  |  |  |  |  |  |    |  |  |  |  |  |  |  |  | Punti | Pos. |
| ---- | ------ | ---- |  |  |  |  |  |  |  |  |  |  |  | -- |  |  |  |  |  |  |  |  | ----- | ---- |
| 2022 | Moto3  | KTM  |  |  |  |  |  |  |  |  |  |  |  | 22 |  |  |  |  |  |  |  |  | 0     |      |

| Legenda | 1º posto        | 2º posto            | 3º posto            | A punti      | Senza punti        | Grassetto – Pole position Corsivo – Giro più veloce |
| Legenda | Gara non valida | Non qual./Non part. | Ritirato/Non class. | Squalificato | '-' Dato non disp. | Grassetto – Pole position Corsivo – Giro più veloce |